# Wyspy Salomona na Letnich Igrzyskach Olimpijskich 2024
Wyspy Salomona na Letnich Igrzyskach Olimpijskich 2024 – występ kadry sportowców reprezentujących Wyspy Salomona na igrzyskach olimpijskich, które odbyły się w Paryżu we Francji, w dniach 26 lipca – 11 sierpnia 2024.
Reprezentacja Wysp Salomona liczyła dwie kobiety, które wystąpiły w 2 dyscyplinach.
Był to jedenasty start Wysp Salomona na letnich igrzyskach olimpijskich.

## Reprezentanci

### Lekkoatletyka
| Zawodnik       | Konkurencja       | Runda 1  | Runda 1 | Runda 2  | Runda 2 | Półfinał | Półfinał | Finał    | Finał   | Źródło |
| Zawodnik       | Konkurencja       | Rezultat | Pozycja | Rezultat | Pozycja | Rezultat | Pozycja  | Rezultat | Pozycja | Źródło |
| -------------- | ----------------- | -------- | ------- | -------- | ------- | -------- | -------- | -------- | ------- | ------ |
| Sharon Firisua | bieg na 100 m (k) | 14.31    | 35.     | NQ       | NQ      | NQ       | NQ       | NQ       | NQ      | [ 1 ]  |

### Pływanie
| Zawodnik        | Konkurencja           | Eliminacje | Eliminacje | Półfinał | Półfinał | Finał | Finał | Źródło |
| Zawodnik        | Konkurencja           | Czas       | Poz.       | Czas     | Poz.     | Czas  | Poz.  | Źródło |
| --------------- | --------------------- | ---------- | ---------- | -------- | -------- | ----- | ----- | ------ |
| Isabella Millar | 50 m st. dowolnym (k) | 31.32      | 67.        | NQ       | NQ       | NQ    | NQ    | [ 2 ]  |